# Етгар Керет
Етгар Керет (на иврит: אֶתְגָּר קֶרֶת) е израелски писател.
Той е широко известен със своите разкази, публикувани в The New York Times, Le Monde, The Guardian и др., превеждани на 34 езика и екранизирани в над 40 късометражни филма. Изявява се още като сценарист (на комикси, телевизионни и широкоекранни филми), публицист и преподавател по творческо писане в университета „Бен Гурион“.
Живее в Тел Авив със сина си Лев и съпругата си Шира Гефен, с която през 2007 г. спечелва в Кан „Златна камера“ за своя дебютен пълнометражен филм „Медуза“.
Сборниците му са издадени в България в превод от английски на Милена Варзоновцева в поредицата „Кратки завинаги“ на Жанет 45: „Автобусният шофьор, който искаше да бъде Бог“ (2010) включва дебютния „Тръби“ (1992) и новелата „Щастливите лагерници на Кнелер“ (1998). Втората книга на Етгар Керет е публикувана под заглавие „Момичето на хладилника“ (2011), следвана от „Асамтой“ (2013) и „Изведнъж на вратата се чука“ (2014).